# Jean Tulasne
Pour les articles homonymes, voir Tulasne.
Compléments
Mort au combat, pour la France. Premier commandant de Normandie-Niemen.
Jean Tulasne, né le 27 novembre 1912 à Nancy est un pilote de chasse français de la France libre, compagnon de la Libération. Il est tué au combat le 17 juillet 1943, dans le ciel d'Orel, dans le Sud-Ouest de la Russie, lors de la bataille de Koursk, alors qu'il dirigeait l'escadrille Normandie-Niémen.

## Biographie

### Études secondaires
Jean Tulasne est le fils de François Tulasne, officier de cavalerie devenu aviateur à la fin de 1914 et mort lors d'une collision aérienne le 5 octobre 1929 dans l’Allier.
Il fait ses études au Prytanée militaire de la Flèche (matricule 833B).

### Débuts militaires
Il entre à Saint-Cyr en 1931, il en sort deux ans plus tard avec le grade de sous-lieutenant (promotion Tafilalet 1933). Ayant choisi l'aviation, il passe deux ans à l'École de l'Air de Versailles Villacoublay. Il obtient le brevet de pilote (no 24430) le 7 juillet 1934.
Il est promu lieutenant le 1er octobre 1935 et se voit affecter à un groupe de bombardement à Avord puis est muté à Dijon le 6 avril 1936 dans la chasse (3e escadre de Dijon).

### Vers la France Libre
Jean Tulasne ne supporte pas l'armistice de 1940. Il est stationné à Rayak aux confins libano-syriens où il ronge son frein et n'a qu'une idée, rejoindre la France libre. Il est rendu responsable de la désertion de trois de ses camarades, le lieutenant Péronne et les sous-officiers Coudray et Ballatore, partis fin juin rejoindre les Forces françaises libres. Il est d'abord interdit de vol puis autorisé à voler de nouveau mais sous surveillance, avec comme équipier l'adjudant-chef Amarger.
Le 5 décembre 1940, il pilote un Morane 406 et décide de fausser compagnie à son équipier en simulant une panne de moteur dans les nuages et se mettant en vrille. Il atterrit à Lydda. Il s'engage dans la Royal Air Force. Il rejoindra la France libre et commandera le Groupe de chasse « Alsace » en Afrique.
Yves Courrière résume en quelques mots : « il est chasseur-virtuose et commandant à 29 ans ».

### Pilote sur le front de l'Est
Il se voit confier l'escadron de chasse 2/30 Normandie qui part représenter l'Armée française sur le front russe en novembre 1942. Il s'agit pour la France, au départ, d'une présence symbolique.
Il est tué en combat aérien lors de la grande offensive soviétique sur Orel, dans le sud-ouest de la Russie lors de la bataille de Koursk en juillet 1943. Son camarade de Saint-Cyr, ami et adjoint, Pierre Pouyade, prend sa succession à la tête du Normandie.

### Mort au combat
Trois jours plus tôt, l'escadron avait fêté sobrement la fête nationale marquée par un bref ordre du jour du commandant, dans une clairière d'un bois de bouleaux, avec comme musique de fond le fracas de la bataille.

« Le 17 juillet 1943, une première sortie s'effectue à 5 h 10. Tulasne mène dix Yak, des avions de chasse soviétiques, en protection de Pe-2 qui vont bombarder la gare de Biela-Berega. Tulasne attaque un Messerschmitt Bf 110 sans résultat. Le commandant sort une nouvelle fois à 17 h 10 à la tête de neuf Yak pour escorter des Sturmovik dans le secteur de Znamenskaïa. Les Fw 190 allemands sont là aussi, nombreux. Un combat général s'engage. Le lieutenant Didier Béguin est blessé à la jambe, l'aspirant Firmin Vermeil est abattu et Tulasne disparaît à jamais de la vue de Pierre Pouyade.
Au cours de la campagne sur le front, le commandant Tulasne a effectué 89 heures 35 de vol dont 65 heures 55 de guerre en 53 missions. »

— Yves Donjon, site du Musée Normandie-Nièmen, Yves Donjon, 2002
Le commandant Tulasne a disparu avec son équipier Firmin Vermeil au milieu de trente FW 190 allemands. Ce soir du 17 juillet, six morts sont à déplorer en quatre jours.

### Sépulture
On retrouvera un corps de pilote français 20 ans après la fin de la guerre. Il sera inhumé à Moscou, au cimetière de la Présentation (où se trouve un carré français), sous une dalle avec la mention « Pilote français inconnu ». Le mémorial Normandie-Niémen affirme que ce corps est celui de Jean Tulasne dont la famille a accepté que sa tombe reste anonyme.

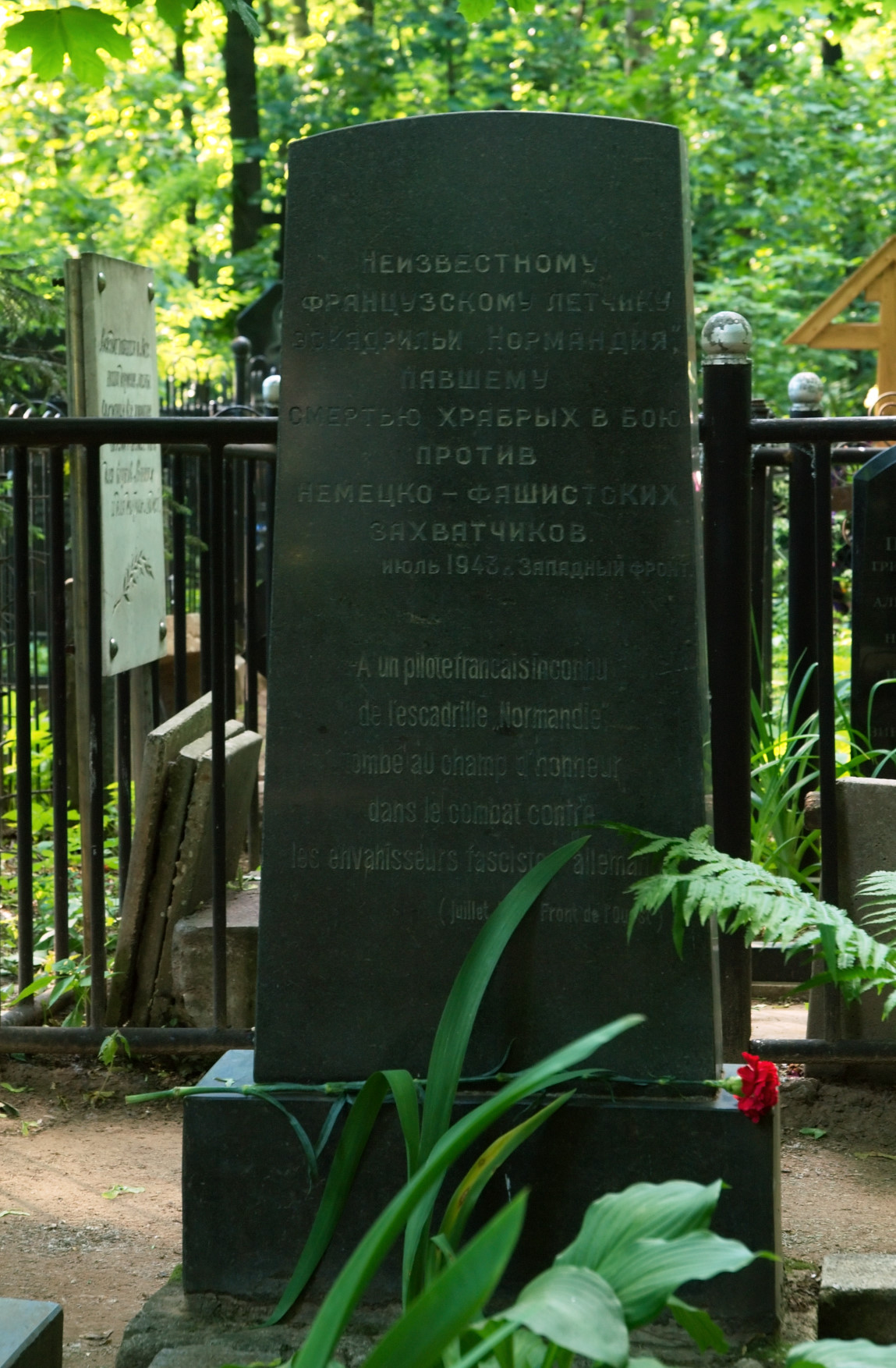
Cimetière Vedenskoye, « Soldat français inconnu » : sépulture supposée du commandant Jean Tulasne.

### Décorations
- Officier de la Légion d'honneur
- Compagnon de la Libération par décret du 11 octobre 1943[4]
- Croix de guerre 1939–1945 avec palmes
- Médaille coloniale F.F.L. avec agrafe "Libye"
- Médaille commémorative de Syrie-Cilicie, sept citations,
- Ordre de la Guerre patriotique 1re classe ( Union soviétique).

Il a reçu, à titre posthume la Grande médaille d'or de l'Aéro-Club de France.

## Mémoire
- En 1964, le Colonel Godde, commandant de la base de Tours de 1963 à 1966, donna à la base aérienne 705 qui n'avait pas de nom, celui de "François et Jean Tulasne".
- Au moins sept villes françaises — Calais, Joigny, Tours, Saint-Pierre-des-Corps, Limoges, Amboise et Nancy depuis juillet 2013  — ont choisi d'honorer la mémoire de Jean Tulasne en donnant son nom à une voie publique.
- une autre rue porte le nom de Rue du Commandant Jean Tulasne à Berlin-Tegel.
- En 1969, le nom de Jean Tulasne avait été donné au nouveau foyer des élèves du Grand Prytanée à La Flèche.
- La promotion 1972 de l'Ecole Militaire de l'Air de Salon de Provence porte le nom : " Commandant Tulasne " .

## Famille
- Il est le grand-oncle du champion de tennis Thierry Tulasne.